# كوبيابوية
الكوبيابوية (الاسم العلمي: Copiapoa)، جنس من النباتات المُزهرة في فصيلة الصبار، يوجد في الصحاري الساحلية الجافة، ولا سيما صحراء أتاكاما، في شمال تشيلي. وهو يتألف من 32 نوعًا محدد شكليًا و5 نويعات غير متجانسة. تختلف هذه الأنواع في الشكل من الكروي إلى العمودي قليلاً وفي اللون من البني إلى الأزرق والأخضر. لديها ضلوع ثؤلوليّة وهَلَل شوكية، وعادًة ما تنتج أزهارًا صفراء أنبوبيّة تنمو من التيجان الصوفيّة في الصيف.
سُمي الجنس على مقاطعة كوبيابو، تشيلي.